# 超級機器人大戰T
《超級機械人大戰T》為萬代南夢宮娛樂發售的超級機器人大戰系列遊戲。簡稱「機戰T」或是「SRWT」。本作於2019年3月20日在PlayStation 4和任天堂Switch平台上發售，系列作中首款同時出現在任天堂主機和PlayStation家用主機的作品，遊戲將推出中文版。
本作宣傳詞為「賭上生命也要守護的故鄉——是地球（TERRA）。」

## 概要
以SD比例表現的機器人跨界作品「超級機器人大戰系列」作品之一。機器人會以SD比例表現，但cut-in畫面則會變回原著的比例。
與《超級機器人大戰V》（下稱《V》）及《超級機器人大戰X》（下稱《X》）一樣，已明言不會發佈續作，為一作完的故事。但前兩作原創人物及機体以客串形式登場。

## 參戰作品

### 一覽
★標誌為系列作初參戰作品。●標誌為只有機體登場。
- 無敵機器人 托萊達G7（無敵ロボ トライダーG7）
- 聖戰士DUNBINE（聖戦士ダンバイン）
- 聖戰士DUNBINE New Story of Aura Battler Dunbine（聖戦士ダンバイン New Story of Aura Battler Dunbine）
- 機動戰士ZGUNDAM（機動戦士Ζガンダム）
- 機動戰士GUNDAMZZ（機動戦士ガンダムΖΖ）
- 機動戰士GUNDAM 逆襲的夏亞（機動戦士ガンダム 逆襲のシャア）
- ●機動戰士GUNDAM 逆襲的夏亞 貝托蒂嘉的子嗣（機動戦士ガンダム 逆襲のシャア ベルトーチカ・チルドレン）
- 機動戰士海盜GUNDAM（機動戦士クロスボーン・ガンダム）
- ●機動戰士海盜GUNDAM 骷髏之心（機動戦士クロスボーン・ガンダム スカルハート）
- ●機動戰士海盜GUNDAM 鋼鐵之七人（機動戦士クロスボーン・ガンダム 鋼鉄の7人）
- 機動武鬥傳GGUNDAM（機動武闘伝Gガンダム）
- 裝甲騎兵（装甲騎兵ボトムズ）
- ●裝甲騎兵 最後的紅肩隊（装甲騎兵ボトムズ ザ・ラストレッドショルダー）
- 裝甲騎兵 大決戰（装甲騎兵ボトムズ ビッグバトル）
- 勇者特急（勇者特急マイトガイン）
- 勇者王GaoGaiGar（勇者王ガオガイガー）
- ★星際牛仔（カウボーイビバップ）
- 飛越巔峰（トップをねらえ!）
- 劇場版機動戰艦撫子 -The prince of darkness-（劇場版機動戦艦ナデシコ -The prince of darkness-）
- 真蓋特機器人 世界最後之日（真(チェンジ!!)ゲッターロボ 世界最後の日）
- 劇場版 無敵鐵金剛 / INFINITY（劇場版 マジンガーZ/INFINITY）
- ★我們的青春的阿爾卡迪亞 無限軌道SSX（日语：わが青春のアルカディア 無限軌道SSX）
- ★魔法騎士（魔法騎士レイアース）
- 槍與劍（ガン×ソード）
- ★樂園追放 -Expelled from Paradise-（楽園追放 -Expelled from Paradise-）

### 解說
本次共收錄了25部作品，當中有4部新參戰的作品。而《機動戰士GUNDAM 逆襲的夏亞 貝托蒂嘉的子嗣》、《機動戰士海盜GUNDAM 骷髏之心》、《機動戰士海盜GUNDAM 鋼鐵之七人》、《裝甲騎兵 最後的紅肩隊》只有機體參戰。《槍與劍》首次在有配音的系列中登場、《劇場版 無敵鐵金剛 / INFINITY》首次登陸家用遊戲機系列作。
另外部份機體並沒收錄在參戰名單，如《蓋特機器人大決戰！》的真蓋特飛龍（真ゲッタードラゴン），《AURA FHANTASM》的維爾賓（ヴェルビン、Bellvine），魔法騎士遊戲版的魔神蘭迪斯、以及《超級機器人大戰系列》原創機體「亡靈」。亡靈作為本作特典機，與《V》同樣有獨立的機體背景以及駕駛員設定，而在故事中則是給沒被選的原創男／女主角作為專用機。

### 封面登場機體
通常版
- 無敵鐵金剛（劇場版 無敵鐵金剛 / INFINITY）
- 炎神雷阿斯（魔法騎士）
- Dann of Thursday（槍與劍）
- 眼鏡鬥犬（裝甲騎兵）
- （機動武鬥傳GGUNDAM）
- 我王凱牙（勇者王GaoGaiGar）
- Arhan（樂園追放 -Expelled from Paradise-）
- 黑百合（機動戰艦撫子 -The prince of darkness-）
- GunBuster（飛越巔峰）
- 阿爾卡迪亞號（我們的青春的阿爾卡迪亞 無限軌道SSX）

限定版
- 無敵鐵金剛（劇場版 無敵鐵金剛 / INFINITY）
- 炎神雷阿斯（魔法騎士）
- Dann of Thursday（槍與劍）
- 眼鏡鬥犬TC・LRS（裝甲騎兵 最後的紅肩隊）
- （機動武鬥傳GGUNDAM）
- 星間我王凱牙（勇者王GaoGaiGar）
- 新型Arhan（樂園追放 -Expelled from Paradise-）
- 黑百合（機動戰艦撫子 -The prince of darkness-）
- GunBuster（飛越巔峰）
- 阿爾卡迪亞號（我們的青春的阿爾卡迪亞 無限軌道SSX）

## 原創系列
本作原創人設由西E田擔當，露迪以及部分人設&機設為八房龍之助擔當，機設則為天神英貴。
預設隊名：「特務部隊T3」（總稱：Tread on the Tiger's Tail）

### 原創人物

#### VTX聯合公司 特務三課
時任才藏（CV：草尾毅）
男性主角，VTX社員並擔任特務三課主任
櫻井沙霧（CV：庄司宇芽香）
女性主角，與才藏同是VTX社員，也擔任特務三課主任
天崎拉美（CV：加隈亞衣）
VTX社員，特務三課新人
梅莉露·史帕那（CV：相澤舞）
VTX社員，擔任凱瑞克斯的火藥管制
愛米斯·亞尼斯特（CV：大空直美）
VTX社員，擔任凱瑞克斯的偵查敵方以及機體監理
天崎博介（CV：天神英貴）
特務三課課長，拉美的父親

#### VTX聯合公司
露迪·彼西沙爾特（CV：永島由子）
達瑪·歌德文（CV：江原正士）
VTX社長

#### UND
西格爾·賽格（CV：火山太田）
羅尼·馬布克（CV：深川和征）
波爾·達爾朱（CV：關根有咲）
瓦西魯蒙·拉茲埃爾森（CV：置鮎龍太郎）
拉古納亞爾·汀哈里修（CV：稻田徹）

#### 客串
叢雲總司（CV：桐本拓哉）、如月千歲（CV：神田朱未）、威爾塔弗·提克斯特（CV：金本涼輔）、夏綠蒂·赫斯汀（CV：照井春佳）
《V》角色，於秘密關卡「V交匯」客串
伊歐利·埃歐萊特（CV：新井良平）、安瑪莉·艾奎瑪琳（CV：佐藤聰美）、霍普斯（CV：野田圭一）、安藤正樹（CV：綠川光）
《X》角色，於秘密關卡「來訪者X」客串

### 原創機体

#### 本作原創
暴君旋風
由VTX聯合公司自主開發的試作機。
亡靈
同樣與暴君旋風由VTX聯合公司一同開發的機體，作為沒被選到的主角專用機。
凱瑞克斯
支援暴君旋風的統合戰術支援機
達蓋安
VTX聯合公司開發的絕對決戰兵器，本作最終BOSS

#### 客串
古朗梵格、梵格尼克斯、凶鳥、古倫加斯特
出自《V》，於秘密關卡「V交匯」客串
捷爾嘉德、賽巴斯塔
出自《X》，於秘密關卡「來訪者X」客串
妮凡琳娜
出自《V》，本作客串BOSS，於DLC「擴展組合包」客串
魔獸恩殆
出自《X》，本作客串BOSS，於DLC「擴展組合包」客串
鐵魔獸妮凡恩殆
妮凡琳娜和魔獸恩殆的合體，DLC「擴展組合包」最終BOSS，也是本作真正最後的敵人

## 主題曲
任天堂攜帶機系列中首次有主題曲及片尾曲
OP「Tread on the Tigers Tail」
主唱：JAM Project
該曲同時翻唱中、英、韓文版
ED「RESET」
主唱：JAM Project

## 期間限定生產版收錄歌曲
期間限定生產版收錄各機體的出自作品所使用的原曲（全35曲，但收錄的樂曲長度並非完整版，而是遊戲剪接版），限定版只有日文版。此外在Switch平台，普通版和限定版無法共用存檔。
01  - （《無敵機器 托萊達G7》OP）
02  -  MIO（《聖戰士丹拜因》OP）
03  -  辛島美登里（《聖戦士丹拜因 New Story of AURA BATTLER Dunbine》OP）
04  - 作曲：三枝成彰（《機動戰士Ζ鋼彈》BGM）
05  - ひろえ純（《機動戰士鋼彈ΖΖ》OP2）
06  - TM NETWORK（《機動戰士鋼彈 逆襲的夏亞》ED）
07  - 鵜島仁文（《機動武鬥傳G鋼彈》OP）
08  - 大山修司（《機動武鬥傳G鋼彈》插曲）
09  - 鵜島仁文（《機動武鬥傳G鋼彈》OP2）
10  - TETSU（《裝甲騎兵》OP）
11  - TETSU（《裝甲騎兵》ED）
12  - 岡柚瑠（《勇者特急》OP）
13  - 露湖藻雷蔵&海蔵（《勇者特急》插曲）
14  - 遠藤正明（《勇者王》OP）
15  - （《勇者王》插曲）
16  - 高井治（《勇者王》插曲）
17  - 演奏：THE SEATBELTS（《星際牛仔》BGM）
18  - TADA"ED"AOI（《星際牛仔》）
19 - 山根麻衣（《星際牛仔》ED）
20  - 日高範子、佐久間玲（《勇往直前》插曲）
21  - 松澤由美（《機動戰艦撫子》OP）
22  - 松澤由美（《機動戰艦撫子 The prince of darkness》印象曲）
23  - 影山浩宣（《真蓋特機器人 世界最後之日》OP2）
24  - 遠藤正明（《蓋特機器人大決戰！》OP）
25  - 水木一郎（《劇場版 無敵鐵金剛/INFINITY》OP）
26  - 水木一郎、音羽搖籠會(舊名：哥倫比亞搖籠會)（《大魔神》OP）
27  - 水木一郎、こおろぎ'73（《我們的青春的阿爾卡迪亞 無限軌道SSX》OP）
28  - 水木一郎（《我們的青春的阿爾卡迪亞 無限軌道SSX》ED）
29  - 田村直美（《魔法騎士雷阿斯》OP）
30  - 田村直美（《魔法騎士雷阿斯》第二部OP2）
31  - 中川幸太郎 feat.鬼太鼓座（《槍與劍》OP）
32  - 雪子(雪野五月)（《槍與劍》插曲）
33  - Okino,Shuntaro（《槍與劍》ED）
34  - ELISA connect EFP（《樂園追放 -Expelled from Paradise-》OP）
35 （《第4次超級機器人大戰》BGM）

## 腳註

### 註解
1. ↑  登場作品顯示為《DYNAMIC企劃原創機体》。
2. ↑  登場作品顯示為《聖戰士丹拜因 New Story of Aura Battler Dunbine》。

## 外部連結
- 官方网站（日語）